# Narodni park Andohahela
Narodni park Andohahela je v regiji Anosy na jugovzhodu Madagaskarja. Izjemen je po ekstremih habitatih, ki so v njem zastopani. Park pokriva 760 km² gorovja Anosy, najjužnejšega dela Madagaskarskega višavja in vsebuje zadnje vlažne deževne gozdove v južnem delu Madagaskarja.
Park je bil leta 2007 vpisan na seznam svetovne dediščine kot del deževnih gozdov Atsinanana.

## Dostop
Ta park je dostopen po neasfaltirani provincialni cesti RIP118[3] iz Soanierane.

## Zgodovina
Andohahela je zavarovano območje od leta 1939, vendar je narodni park postal šele leta 1998.

## Geografija
Narodni park Andohahela je 40 kilometrov severozahodno od Tôlanara in na južnem koncu Madagaskarskega višavja. Park je razdeljen na tri cone: 
- Prva, Malio, sega od 100 metrov do vrha Pic d' Andohahela na 1956 metrih in ima gost nižinski in montanski deževni gozd z več kot dvesto vrstami drevesnih praproti, orhidej, divje vanilije, lemurji in številnimi pticami.
- Druga, Ihazofotsy-Mangatsiaka, vsebuje suh bodičast gozd z redkimi pticami in plazilci na nadmorskih višinah od 100 metrov do 1005 metrov na vrhu Pic de Vohidagoro.
- Tretje območje, Tsimelahy, je večinoma na nadmorski višini 125 metrov in vsebuje edinstveno prehodno območje suhega gozda Ranopiso med tema dvema biotopoma.

Gore tvorijo naravno oviro za vlažne pasate, ki pihajo z vzhoda in povzročajo na vzhodni strani 1500–2000 milimetrov padavin na leto, kar podpira enega redkih deževnih gozdov južno od Kozorogovega povratnika. Na zahodnem robu parka pade le 600–700 milimetrov dežja na leto in nastala vegetacija je suh bodičast gozd, ki je značilen za južni Madagaskar.
Do več krogov znotraj vsakega habitatnega tipa parka je mogoče dostopati po cesti iz mesta Tolagnaro. Podrobne informacije o organizaciji izletov so na voljo v uradu za turistične informacije ali v uradu Združenja narodnih parkov Madagaskarja v Tolagnaru.

## Rastlinstvo in živalstvo
Raznolikost habitatov v Andohaheli se odraža v bogastvu vrst, ki jih tam najdemo, in park je najbogatejše mesto na Madagaskarju za lemurje. Zabeleženih je bilo 15 vrst, vključno z dvema najbolj simbolnima vrstama Madagaskarja, obročastim lemurjem in Verreauxovo sifako. Nekatere redke vrste gekonov, želv in kač so med 67 vrstami plazilcev, najdenimi v parku, 130 vrstami ptic in petdesetimi vrstami dvoživk. Trikotno dlan najdemo samo tukaj.
| Lokacija              | Habitatni tip | Vrsta |
| --------------------- | ------------- | --- |
| Malio (Parcel 1)      | Deževni gozd  | Vidni podnevi: - Rjavi lemur z ovratnico (Eulemur collaris) - Južni manjši bambusov lemur (Hapalemur meridionalis) - Milne-Edwardsova sifaka (Propithecus edwardsi) – ni potrjeno Vidni ponoči: - Športni lemur Madame Fleurette (Lepilemur fleuretae) - neidentificirana vrsta mišjega lemurja (Microcebus) – ni potrjeno - neidentificirana vrsta lemurji s kronami (Phaner) – ni potrjeno - aje-aje (Daubentonia madagascariensis) – ni potrjeno |
| Ihazofotsy (Parcel 2) | Bodičast gozd | Vidni podnevi: - Obročastorepi maki (Lemur catta) - Verreauxov sifaka (Propithecus verreauxi) Vidni ponoči: - južni volnati lemur (Avahi meridionalis) - Sivi mišji lemur (Microcebus murinus) - Rdečkasto-siv mišji lemur (Microcebus griseorufus) - Belonogi športni lemur (Lepilemur leucopus) - Debelorepi pritlikavi lemur (Cheirogaleus medius)                                                                                               |
| Tsimelahy (Parcel 3)  | Prehodni gozd | - več lemurjev (ni dokumentirano) |